# Brian Mansilla
Brian Ezequiel Mansilla (* 16. April 1997 in Rosario) ist ein argentinischer Fußballspieler.

## Karriere

### Verein
Mansilla begann seine Karriere beim Racing Club Avellaneda. Im Mai 2015 stand er erstmals im Profikader, im August 2015 gab er im Cup sein Profidebüt. Im Oktober 2015 debütierte er gegen die Boca Juniors dann auch in der Primera División. Dies blieb in der Saison 2015 sein einziger Ligaeinsatz. Zur Saison 2016 wurde er an den Ligakonkurrenten Quilmes AC verliehen. Bis zum Ende der Leihe absolvierte er 14 Partien, in denen er drei Tore erzielte. Zur Saison 2016/17 kehrte er nach Avellaneda zurück. Dort kam er in der Saison 2016/17 zu 13 Einsätzen. In der Spielzeit 2017/18 spielte er elfmal.
Nach weiteren vier Einsätzen zu Beginn der Saison 2018/19 wurde er im Januar 2019 ein zweites Mal innerhalb der Liga verliehen, diesmal an Gimnasia y Esgrima La Plata. Für Gimnasia absolvierte er bis Saisonende fünf Partien. Im August 2019 wurde die Leihe vorzeitig beendet und Mansilla wurde nach Portugal an Vitória Setúbal weiterverliehen. Für Setúbal absolvierte er 29 Partien in der Primeira Liga, der Stürmer blieb dabei ohne Torerfolg. Zur Saison 2020/21 zog er abermals leihweise innerhalb Portugals zum SC Farense weiter. Für Faro spielte er 26 Mal in Portugals höchster Spielklasse, aus der er mit dem Team zu Saisonende allerdings absteigen musste.
Zur Saison 2021/22 kehrte der Flügelstürmer in seine Heimat zurück und wurde dort ein fünftes Mal verliehen, diesmal an Racing Clubs Ligakonkurrenten CA Platense. Für Platense absolvierte er während der Leihe 34 Ligapartien, in denen er siebenmal traf. Zur Saison 2022/23 folgte die sechste Leihe, diesmal wechselte Mansilla nach Russland zum FK Orenburg.

### Nationalmannschaft
Mansilla nahm 2017 mit der argentinischen U-20-Auswahl an der Südamerikameisterschaft teil. Beim Turnier absolvierte er alle neun Partien und machte dabei zwei Tore, mit Argentinien beendete er den Bewerb als Vierter und qualifizierte sich somit für die WM im Sommer desselben Jahres. Für diese wurde der Offensivmann ebenfalls nominiert, mit Argentinien schied er allerdings bereits nach der Vorrunde aus. Mansilla absolvierte erneut alle drei Partien seines Landes.